# WAT
WAT — десятый студийный альбом словенской индастриал-группы Laibach, издан 8 сентября 2003 года.
WAT один из самых популярных альбомов группы, а несколько песен из этого альбома появлялись в радиочартах. По словам Ивана Новака, одной из них была песня «Tanz Mit Laibach». Название может расшифровываться как War Against Terrorism (с англ. — «Война против терроризма»), так и как We Are Time (с англ. — «Мы — время»).

## Участники записи
- Милан Фрас — вокал
- Томислав Меглич — бэк-вокал
- Матей Мрсник — гитара
- Ишток Турк и Урош Умек — драм-машина, электроника
- Славко Авсеник — руководитель хора

## Список композиций
Альбом выпускался в CD-версии, MC-версии и LP-версии на двух пластинках. Суммарная длительность звучания песен на LP дольше, чем на CD и MC. К альбому прилагается видеоклип на «Tanz mit Laibach» и промодиск «Reject or Breed».

### ДляCD-версии иMC-версии
1. «B Mashina» (Б-машина) — 3:50. В записи участвовал Томислав Меглич.
2. «Tanz mit Laibach» (Танцуй с Laibach) — 4:19. В записи участвовали Томислав Меглич, Ишток Турк и Урош Умек aka DJ Umek.
3. «Du bist unser» (Ты наш) — 5:38. В записи участвовали Петер Млакар и DJ Umek.
4. «Achtung!» (Внимание!) — 4:06. В записи участвовали Петер Млакар и Ишток Турк.
5. «Ende» (Конец) — 3:45. В записи участвовали Ишток Турк и DJ Umek.45
6. «Now You Will Pay» (Теперь ты заплатишь) — 6:07. В записи участвовал Ишток Турк.
7. «Hell: Symmetry» (Ад: симметрия) — 5:02. В записи участвовал Ишток Турк.
8. «Das Spiel ist aus» (Игра окончена) — 4:21. В записи участвовал Ишток Турк.
9. «Satanic Versus» (Дьявол против) — 4:52. В записи участвовал DJ Umek.
10. «The Great Divide» (Великое деление) — 5:11. В записи участвовал Ишток Турк.
11. «WAT» — 5:33. В записи участвовали Славко Авсеник, Ишток Турк и DJ Umek.
12. «Anti-Semitism» (Антисемитизм) — 5:39. В записи участвовали DJ Bizzy, DJ Dojaja и Temponauta.

### ДляLP-версии
A:
«B Mashina» — 3:50
«Tanz mit Laibach» — 4:19
«Du bist unser» — 5:38
B:
«Achtung!» — 4:06
«Ende» — 3:45
«Reject or Breed» (Сгинь или продолжи род) — 4:07. В записи участвовал Ишток Турк.
«Satanic Versus» — 4:52
C:
«Now You Will Pay» — 6:07
«Hell: Symmetry» — 5:02
«Das Spiel ist aus» — 4:21
D:
«The Great Divide» — 5:11
«WAT» — 5:33
«Anti-Semitism» — 5:39